# Bistum Lindi
Das Bistum Lindi (lat.: Dioecesis Lindiensis) ist eine in Tansania gelegene römisch-katholische Diözese mit Sitz in Lindi.

## Geschichte
Das Bistum Lindi wurde am 5. August 1963 durch Papst Paul VI. mit der Apostolischen Konstitution Quotiens datur aus Gebietsabtretungen der Territorialabtei Ndanda als Bistum Nachingwea errichtet und dem Erzbistum Daressalam als Suffraganbistum unterstellt. Am 17. Oktober 1986 gab das Bistum Nachingwea Teile seines Territoriums zur Gründung des Bistums Tunduru-Masasi ab. Das Bistum Nachingwea wurde am 17. Oktober 1986 in Bistum Lindi umbenannt. Am 18. November 1987 wurde es dem Erzbistum Songea als Suffraganbistum unterstellt.

## Ordinarien

### Bischöfe von Nachingwea
- Arnold Ralph Cotey SDS, 1963–1983
- Polycarp Pengo, 1983–1986, dann Bischof von Tunduru-Masasi

### Bischöfe von Lindi
- Maurus Libaba, 1986–1988
- Bruno Pius Ngonyani, 1990–2022
- Wolfgang Pisa OFMCap, seit 2022